# M. Visvesvaraya

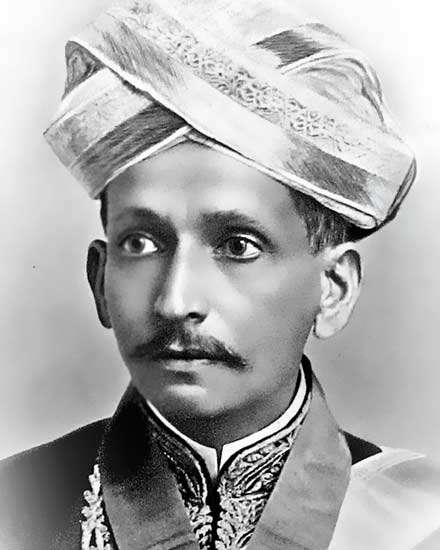
M. Visvesvaraya um 1890

Sir M. Visvesvaraya (Mokshagundam Visvesvaraya, auch in den Schreibweisen M. Visweswaraiah, Vishweshwariah oder Vishweshwarayya; * 15. September 1861 im Dorf Muddenahalli, Distrikt Kolar; † 14. April 1962 in Bangalore) war ein indischer Bau- und Wasserbau-Ingenieur und von 1912 bis 1918 Diwan von Mysore.

## Herkunft
Er wurde im Dorf Muddenahalli geboren, 40 Meilen entfernt von Bangalore in Indien. Die Familie war eine gläubige telugusprechende Brahmanen-Familie der Vaidiki-Mulukanadu-Unterkaste. Seine Vorfahren kamen aus dem Dorf Mokshagundam bei Giddalur im Distrikt Prakasam des heutigen Andhra Pradesh und waren etwa dreihundert Jahre vorher nach Mysore ausgewandert. Sein Vater war ein Sanskrit-Schüler und eine Autorität in der Hindu-Dharmashastra-Theologie, außerdem praktizierte er Ayurveda.

## Jugend und Ausbildung
Visvesvaraya verlor seinen Vater im Alter von 15 Jahren. Die Familie war zu der Zeit in Karnulu und zog danach zurück nach Muddenahalli. Visvesvaraya ging in Chikkaballapur zur Schule und dann zur höheren Schule in Bangalore. Er erwarb 1881 den Bachelor-Titel an der University of Madras und studierte später Bauingenieurwesen am College of Science in Pune, das heute als College of Engineering, Pune (COEP) bekannt ist.

## Ingenieurstätigkeit
Er nahm eine Arbeit in der Stadtverwaltung (Public Works Department) in Bombay an und wurde eingeladen, bei der indischen Bewässerungskommission mitzuarbeiten. Er stellte ein extrem kompliziertes System der Bewässerung im Dekkan-Gebiet vor. Er entwarf auch ein System von automatischen Wehrverschlüssen und ließ es sich patentieren. Sie wurden 1903 am Khadakvasla-Staubecken in Pune das erste Mal eingebaut. Der Nutzen dieser Verschlüsse war, den Wasserstand bei Hochwasser so weit wie möglich anzuheben, um das Hochwasser aufzunehmen ohne die Talsperre zu gefährden. Aufgrund des Erfolges dieser Verschlüsse wurden die gleichen an der Tigra-Talsperre in Gwalior und bei der Krishna-Raja-Sagar-Talsperre in Mysore ebenfalls angewandt. Die Krishna-Radscha-Sagar-Talsperre am Fluss Kaveri war zu jener Zeit das größte Wasserreservoir in Indien. -
Die Tigra-Talsperre (1917) und die Khadakwasla-Talsperre (1961) haben später durch Talsperrenbrüche große Flutkatastrophen hervorgerufen.
Visvesvaraya erreichte Berühmtheit, als er ein Hochwasserschutzsystem für Hyderabad entwarf. Er war auch daran beteiligt, eine Methode zu entwickeln, den Hafen von Visakhapatnam vor Wellen-Erosion zu schützen.

## Diwan von Mysore
Nach einem freiwilligen Rückzug im Jahr 1908 wurde er 1912 zum Diwan (Erster Minister) von Mysore ernannt, einem der größten und wichtigsten Königreiche in Indien. Mit der Unterstützung des Maharadschas von Mysore Krishnaraja Wadiyar IV. lieferte er als Diwan beispiellose Beiträge zur allgemeinen Entwicklung des Staates. Nicht nur die Krishna-Radscha-Sagar-Talsperre, sondern auch die „hydel“-Projecte in Shivanasamudra, das Stahlwerk in Bhadravati, die University of Mysore und viele andere Industriebetriebe und öffentliche Einrichtungen verdanken ihm ihr Entstehen oder ihr aktives Wachstum. Er war 1917 daran beteiligt, das Government Engineering College in Bangalore einzurichten, eine der ersten Ingenieurschulen des Landes. Diese Institution wurde später nach ihrem Gründer die „University Visvesvaraya College of Engineering (UVCE)“ genannt. Sie ist eine der reputiertesten höheren Lehreinrichtungen im Bundesstaat Karnataka.

## Ehrungen und Auszeichnungen
Die Einrichtungen, die ihm zu Ehren benannt wurden, sind verdientermaßen vielzählig und schließen zum Beispiel die Technische Universität von Belgaum (Visweswaraiah Technological University) ein, der alle staatlichen Colleges in Karnataka angegliedert sind. Außerdem wurde 1960 das „Visvesvaraya Regional College of Engineering“ in Nagpur gegründet, das jetzt bekannt ist als „Visvesvaraya National Institute of Technology“. Als Teil der Feiern zu seinem hundertsten Geburtstag wurde das „Visvesvaraya Industrial and Technological Museum“ in Bangalore eingerichtet.
Als er Diwan von Mysore war, wurde er von den Briten am 3. Juni 1915 für seine vielfältigen Verdienste für das öffentliche Wohl zum Knight Commander des Order of the Indian Empire geschlagen. Nachdem Indien unabhängig geworden war, bekam er 1955 den höchsten indischen Orden, den Bharat Ratna.